# Lesopark Cibulka
Lesopark Cibulka (někdy také Lesopark Na Cibulce) je součástí areálu u bývalé usedlosti Cibulka v Praze-Košířích, jižně nad Plzeňskou ulicí. K lesům u Cibulky s celkovou rozlohou přes 62 ha patří kromě parkově upravené části u usedlosti i dvě méně známé a také méně upravené části: na západě les v Motole (lokalita Hliník) a na jihu u Jinonic za železniční tratí les u Vidoule. Všechny tři lesy u Cibulky patří do přírodního parku Košíře-Motol.

## Historie a popis
Zmínky o usedlosti v lokalitě dnešní Cibulky jsou už ze 14. století. V 15. století patřila rodu Cibulovských z Veleslavína, po kterých dostala jméno nejen usedlost, ale i celá okolní oblast, vyhlášená tehdy především vinicemi.
V roce 1815 se majitelem Cibulky stal kníže a pasovský biskup Leopold Leonhard Raymund Thun-Hohenstein, který nechal v letech 1817–1826 celý areál radikálně přestavět. Usedlost byla upravena na empírové letní sídlo, okolí dostalo podobu anglického parku s jezírky a nejrůznějšími druhy stromů, s řadou soch a romantických staveb (umělá zřícenina středověkého hrádku sloužící jako vyhlídková věž, pseudogotická hájovna, poustevna, čínský pavilon nebo zbytek antického chrámu se sochou Diany).  
Po smrti knížete Thun-Hohensteina Cibulka postupně začala chátrat. Areál byl také v sedmdesátých letech 19. století výstavbou železnice ze Smíchova do Hostivic částečně zmenšen. V roce 1922 sice odkoupila pozemky lesoparku pražská obec, ale nové výsadby na volných a zamokřených plochách nebyly příliš vhodné, podobně jako úprava cest v rámci lesnického obhospodařování v sedmdesátých letech. Tehdy byly aspoň zrestaurovány některé sochy a byl vystavěn dřevěný altán. Po roce 1989 devastace areálu pokračovala, objekt usedlosti včetně čínského pavilonu byl privatizován, některé sochy byly rozkradeny.
Teprve v roce 2000 byla zahájena obnova celého areálu. V roce 2005 byly dokončeny nejdůležitější restaurátorské práce a v roce 2006 byly opraveny vodohospodářské prvky – jezírko, studánky, propustky pod cestami. Pod usedlostí byl v roce 2008 obnoven historický ovocný sad. V roce 2014 byla opravena vyhlídková věž a poustevna, v roce 2016 byla obnovena část lesních cest a v roce 2017 objekt hájovny.  Čínský pavilon a chátrající usedlost Cibulka v dubnu 2021 koupila Nadace rodiny Vlčkových, která v areálu plánuje vybudovat dětský hospic i prostory pro veřejnost.
Lesy u Cibulky tvoří tři části, kromě upraveného lesoparku u usedlosti je to ještě na jižní straně les za železniční tratí, který navazuje na přírodní památku Vidoule, a na západě za sportovním areálem a autokempem les nazývaný Hliník (za ulicí Nad Hliníkem). Nejvíce zastoupenými dřevinami jsou dub zimní a letní, lípa srdčitá, jasan ztepilý, borovice černá. Poměrně velkou část lesa tvoří stromy ve věku odpovídajícím zalesňování v období po 2. světové válce. Některé duby a jasany dosahují obvodu kmene 300 až 500 cm, zbytky velmi starých dubových lesů jsou zejména v severozápadním svahu pod hájovnou. Některé stromy jsou vyhlášeny jako památné.
Lesopark je poměrně snadno dostupný městskou hromadnou dopravou, lesem prochází žlutá turistická stezka a jsou tu i cesty pro cyklisty. Zvláštností je železniční stanice Praha-Stodůlky, ležící uprostřed mezi třemi lesy u Cibulky.